# Takuya Hashiguchi
Takuya Hashiguchi (橋口 拓哉 Hashiguchi Takuya?), född 27 september 1994 i Miyazaki prefektur, är en japansk fotbollsspelare.
Hashiguchi började sin karriär 2017 i Kashiwa Reysol. Efter Kashiwa Reysol spelade han för FC Machida Zelvia och Tegevajaro Miyazaki.